# کاربردی‌سازی بیوانفورماتیک
کاربردی‌سازی بیوانفورماتیک (به انگلیسی: Translational bioinformatics) دانشی است که از درهم آمیخته شدن فناوری‌های رایانه ای و دانش زیست پزشکی پدید می‌آید و هدف آن پدیدآوردن یا بهره‌برداری نمودن از برنامه‌های رایانه ای ویژه ای است که بتوانند انبوهی از داده‌های علوم زیستی را برای تولید ابزارهای نوین پزشکی سنجش و واکاوی کنند.

انجمن انفورماتیک پزشکی آمریکا (AMIA) کاربردی سازی بیوانفورماتیک را اینگونه تعریف کرده‌است: «پدیدآوردن روشها و برنامه‌های رایانه ای برای ذخیره‌سازی، سنجیدن و گزارش داده‌های زیست پزشکی با هدف بهینه‌سازی فرایند تبدیل این داده‌ها به دستاوردهای کاربردی در پزشکی را کاربردی سازی بیوانفورماتیک گویند. کاربردی سازی بیوانفورماتیک همان پژوهشهایی هستند که به پدید آمدن تکنیکهای نوین برای یکپارچه سازی داده‌های زیستی و بالینی می‌انجامند و روشهای کنونی انفورماتیک بالینی را چنان بهینه‌سازی می‌نمایند تا مشاهدات زیستی را نیز دربرگیرند. فراورده نهایی کاربردی سازی بیوانفورماتیک، دانش نویی است که از این یکپارچه سازی‌ها به دست می‌آید و برای گروه‌های گوناگون از پژوهشگران زیست پزشکی و پزشکان تا بیماران کاربرد دارد.»